# 沢田聖子
沢田 聖子（さわだ しょうこ、1962年3月13日 - ）は、シンガーソングライター。東京都中野区出身。文化女子大学附属杉並高等学校、文化女子大学短期大学部生活造型学科卒業。血液型はB型。

## 来歴
1979年5月25日 イルカオフィスより「キャンパススケッチ」(クラウンレコード)でデビュー。翌年4月にはファーストアルバム「坂道の少女」をリリース。キャッチコピーは“イルカの妹”。以降、学園祭も含め、年間60～70本のライブと数々のラジオ番組を持つ。
フォークソング歌手としての音楽活動を基盤に、他の歌手への楽曲提供、レポーター、ラジオパーソナリティなどの芸能活動を行う。1987年から2年ほど、当時の夫の転勤の事情から仙台から仕事の度に上京していたが、現在は都内に拠点を置く。2009年のデビュー30周年全国ツアー後に事務所から独立し、単身ライブ活動を行っている。
沢田聖子「しょうこ」は本名である。松田聖子と名前が似ていることから間違えられたこともあり、さらに同い年であることから（誕生日が3日違い）比較されることがあり、「人気にあやかって（名前を）真似た」と揶揄されたこともあった。デビューは沢田が1年早い。
1995年に岡山県吉備郡真備町（現・倉敷市）が作曲家小林亜星らに依頼し制作された真備町イメージソング「竹の道」の歌を担当した。その縁から西日本豪雨後、2019年2月に真備を訪れ、校舎が被災した川辺小（倉敷市真備町川辺）の児童を励まそうと楽器の提供と歌による交流を行った。

## 活動歴

### デビュー以前
1962年3月13日、新宿の聖母病院で産声を上げ、母親が当時憧れていたピアニストの名前「しょうこ」と「聖母」から名付けられた。1963年、生後11か月の時に赤ちゃんモデルとして芸能界デビュー。このきっかけは、1歳年上の兄が婦人雑誌の編集者にスカウトされて子ども服のモデルになったことで、撮影現場に一緒に連れられていくうちに自分も被写体になっていたという ことで、沢田が大人になって母から聞いた話によると、母が結婚後に家庭環境の重圧から逃れたかったこともあったという。1967年より音羽ゆりかご会に入会、童謡を歌い始める他、テレビ主題歌、CMソング、運動会用の歌などのレコーディングでも活動。このころから、子供服などのファッション雑誌のモデルと並行して多数のCMにも子役として出演するようになる。有名な出演CMでは、渥美清と共演したパンシロン（ロート製薬：1968年）がある。1975年の女性ファッション雑誌に、ジュニアモデルとして香坂みゆきと同じ紙面で掲載されている。東京文化中学校時代、女優の松田美由紀は同じ学校の同級生だった。
宮脇康之主演の「ケンちゃんシリーズ」にも出演しており、1975年から放映された「おそば屋ケンちゃん」に「不二子」という名のヒロイン役で、前後篇の2回（1975年9月18日・9月25日放送）にわたって出演（）。この時のオーディションは既に他の合格者が決まっていた「出来レース」だったが、宮脇が「この娘でなければダメだ」と発言したことから、急遽沢田に変更されたという逸話がある。
アイドル歌手としてのデビューに憧れていたことから、日本テレビ系列のオーディション番組『スター誕生!』に応募し、予選会を通過してテレビ放送の決戦大会まで進んだが合格とならず、歌手デビューには至らなかった。『スター誕生!』の審査員の都倉俊一に言われた「君はねえ、コーラスの1人の声なんだよ」という言葉を今でもよく覚えているという。この他『ホリプロタレントスカウトキャラバン』など片っ端からオーディションに応募し続けていた。

### イルカオフィス時代
1978年、当時のイルカオフィス社長だった神部和夫が立ち上げた、新人歌手を育てる企画のオーディションに参加、これにおいて『硝子坂』を唄うが合格決定とはならず、後日『翼をください』『時代』などをピアノの弾き語りで唄い合格する。このオーディションの際、ピアノ弾き語りの沢田にレコード会社は乗り気ではなかったが、神部和夫の目に止まり、合格にこぎ着けている。これには、イルカの産休からの復帰を機にイルカのファン層を同世代の女性をターゲットにする方針と、実力を兼ね備えたアイドルタレントを育てたいという事務所の思惑があった。元々これには、当時沢田と同じ事務所に所属していたタレントが当日、他のモデルの仕事が入ったために参加出来なくなり、これに穴をあけるわけにいかないとした事務所に行かされた代役での参加だった。沢田本人はオーディションの合格よりも、イルカのサインをもらうことに期待をしていたことや、華やかな歌謡曲歌手を想像していたこともあり、初めて人前で唄うピアノの弾き語りでの合格は戸惑いと驚きの結果だった。アマチュア経験もなく、モデル事務所の繋がりから受けたオーディションが、沢田の人生の大きな転機となった。当時音楽プロデューサーとして、レコード会社に異を唱える者の居なかった存在だった神部の強力な後押しもあり、「神部和夫さんと出会っていなければ、今の私はない」と、沢田は時折ステージで語っている。
1978年8月8日、16歳の時にイルカオフィスと契約。
1979年5月25日、クラウンレコードから『キャンパススケッチ』でレコードデビュー。「イルカの妹」というキャッチコピーにより、産休から復帰したイルカのカムバックリサイタルのステージにも立つ。以後、ライブを中心とした音楽活動、パーソナリティ活動などを積極的に行う。
彼女が活躍を開始した1980年代初頭においては、若い女性のシンガーソングライターは希少な存在であり、ルックスも相まって男性層からアイドル的人気を得た。80年代の女性ニューミュージックシーンを変え、アイドル性を持ったシンガーソングライターのパイオニア的な存在となる。1980年には学園祭出演数No.1を記録し、「学園祭のプリンセス」と呼ばれた。
その反面、自作曲のリリース比率が少ないことへの批判や、年齢相応の実生活での難局を迎えたり恋愛を歌う路線変更に苦戦して一時活動を休止するなど、その後続々登場する女性アーティストが直面する問題を先んじて経験することになった。

#### クラウンレコード（1979年〜1983年所属）
シングル9枚、オリジナルアルバム4枚、ライブ・アルバム1枚、ベスト・アルバム1枚、非公式2枚組ベスト・アルバム1枚をリリース。1979年10月25日にリリースされた2枚目のシングル『シオン』は、デビュー前の練習曲としてイルカから贈られた楽曲でもあり、ステージで唄われ続けている沢田聖子の代表曲である。1981年2月25日にリリースされた5枚目のシングル「春」は、初のオリコン・シングルチャート入りを果たす（最高位68位）。4月25日にリリースされた2枚目のオリジナルアルバム『青春の光と影』は、アイドル路線から一線を画し、シンガーソングライターとしてのポジションを確立したアルバムである。1982年1月25日に発売された7枚目のシングル『卒業』は、沢田のシングル曲の中で最高のヒット曲となり、オリコンチャートの最高ランキング50位を記録する。

#### フィリップス・レコード（1983年〜1987年所属）
シングル6枚、オリジナルアルバム6枚、ライブ・アルバム1枚、ベスト・アルバム1枚、ビデオクリップ1作をリリース。1983年にレコード会社移籍の噂が突然流れる。同年11月21日に移籍後初のアルバム『ターニング・ポイント』、シングル『季節〜シーズン〜』を同時発売。クラウンレコード時代、アルバムはランキング上位に位置していたものの、シングルの売り上げが伸び悩んでいたことから、シングルヒットを視野に入れた事務所の販売戦略によるものである。当時日本フォノグラム（フィリップスレコード）に所属していたもんた＆ブラザーズ（もんたよしのり）や大橋純子などのニューミュージック系アーティストがランキングを賑わせ、シングルヒットを生み出す手法に長けていたことからの選択だった。著名な作家による楽曲が提供されたものの売り上げは伸びず、沢田のオリジナル作品が占める割合も激減した。沢田の目指す音楽とのギャップも顕著になり、後年、沢田本人も「紆余曲折していた時代」と語っている。
この頃、音楽評論家からも「つくられたアイドル」という印象が残るとして認められず、当時あったという「彼氏とドライブして、沢田聖子の曲が流れたらその場で別れる」というジンクスを指摘して酷評されたこともあり、マネージャーに恵まれない不遇な時期を経験したこともあった。
ミニアルバムや12インチシングル、初のビデオクリップや写真集など、多彩なメディア戦略によりファン層が拡大したのも事実であり、渋谷公会堂をはじめとする各地大規模ホールの客席を埋め尽くした。1984年7月29日には、東京・日比谷野外音楽堂でのコンサートを成功させている。

### SMC時代
1988年、学生時代にイルカオフィスでアルバイトをした後に一般企業に就職した男性と結婚。同年5月25日、パーソナルオフィス『ショウコ・ミュージック・カンパニー』（SMC）を立ち上げ、16枚目のシングル『LIFE』をリリースし音楽活動を再開した。1988年6月5日、15枚目のオリジナルアルバム『LIFE』をリリース。パーソナルオフィス設立後、念願であったオフィシャルファンクラブを結成し、自らの音楽活動への想いを綴った楽曲『In My Heart』をファンクラブ名とし、同名のツアータイトルで全国を廻り、アーティスト活動を精力的に行う。
90年代に入ると他のアーティストとのジョイントにも力を入れ始め、1990年12月30日、本人プロデュースによるアコースティックジョイントライブ『Acoustic Party Vol.1』をクラブチッタ川崎にて開催し、以降2008年まで毎年年末の恒例イベントとなる。1990年6月1日から、村下孝蔵と地方の公民館レベルを中心としたジョイントライブ東北ツアーを行う。誰でも口ずさむ事の出来るフォークソングをカバーしたステージは、後の「THE 4/9」へとつながって行く。
1999年の村下孝蔵の他界を機に、本格的にギターを手にするようになり、アコースティックサウンドへと傾倒して行く。村下孝蔵を偲び、『親愛なる人へ』を初めてギターによって作詞・作曲し、2001年5月23日にリリースしたアルバム『祈り』に収録される。村下他界の翌年から、6月24日の命日に追悼ライブとして「Forever Live」を毎年行っている。2009年は自身の事務所独立問題から休止を余儀なくされるが、2010年に再開した。
2004年5月25日 デビュー25年を迎える。それを記念して、同年10月21日に通算26枚目となるアルバム『History2』を発売。現在も各地でコンサート活動を展開している。また、毎年冬に数日に渡り新富良野プリンスホテルにて「富良野チャペルコンサート」を開催。2005年からはさだまさしの妹である佐田玲子とユニット「THE 4/9」を結成して活動している。
2008年9月20日から翌年5月24日にかけて、デビュー30周年記念ツアーライブを全国30箇所において行い、同日、通算28枚目となるセルフカバーアルバム『Peaceful Memories』をリリースした。

### SMC独立後
2009年9月27日 吉祥寺のライブハウスにおいて、パーソナルオフィス『ショウコ・ミュージック・カンパニー』（SMC）から独立していることを正式に発表した。事務所の方針と本人のアーティスト活動としての方向性のギャップ、溝が埋まらず、それまでの全てを失うことを覚悟した上での決断であった。すでに11月のライブスケジュールも発表され、長年使っていたツアータイトル『In My Heart』が変更されていること、ライブ会場にスタッフの姿がなく、単身で楽屋入りをしているなど、事の異変に様々な憶測が飛び交っていた。この事実はブログなどでは掲載しなかったが、これは、アーティストとしてファンに伝えるべき大事なことは、文章によらず、きちんとファンの前で自分の口から…という沢田のファンに対する姿勢の表れであった。独立に際して、周りからは「独りでは絶対に無理」と言われていたが、「独りでも出来るよ」と言ってくれた人が一人いたという。それは、沢田の師匠「イルカ」だった。
これにより、オフィシャルファンクラブ『In My Heart』が事実上解散した。沢田聖子が最後に事務所に託した、直筆によるファンクラブ会員へのメッセージはファンの手に届かず、行方不明である。またこの2009年に、1988年に結婚した夫と離婚している。
2009年11月1日 独立後、初のライブツアー「はじめの一歩」を東京・大阪・京都・浜松・名古屋で行う。2010年1月10日 さいたまを皮切りに、ライブツアー「続☆はじめの一歩」を全7か所で行う。
2010年3月には、それまで東京のみの公演だったバースデーライブを東京・大阪・名古屋において行い、1曲目から最後の曲まで、すべて会場の観客からのリクエストの中から応えるという、前代未聞のバースデーライブを行う。東京においては全36曲、3時間30分を歌い切った。
2010年7月29日、「株式会社セイント」を設立した。
2010年9月11日 通算29枚目のオリジナルアルバム『宝物』リリース。2009年の2月に実父の他界をきっかけに、家族との絆をテーマとしたアルバムに仕上げる。9月11日のさいたま市を皮切りに全国21ヶ所、25公演のライブツアー「沢田聖子 Live Tour 2010-2011 〜幸せを探そう〜」を行う。
2011年3月、大阪・名古屋・一宮でのバースデーリクエストライブを行う。東日本大震災の影響から延期となった東京を、4月3日に開催する。
2011年4月9日から全国ツアー「沢田聖子 Live Tour 2010-2011 〜幸せを探そう〜」を再開している。
2012年1月15日、6か月ぶりに佐田玲子とのフォークデュオ「THE 4/9」のライブを開催する。THE4/9単独のライブとしては、2010年4月9日以来のステージとなる。
2012年3月には毎年恒例のバースデーライブツアー「沢田聖子 Birthday Live Tour 2012 〜お陰さまで半世紀☆オールリクエスト〜」を3月17日の東京公演を皮切りに、本公演の8か所と2か所の追加公演を含む全10公演を行う。
2012年5月27日に、30枚目のオリジナルアルバム「LOVE＆SMILE」をリリース、同日に代官山ライブハウスでのアニバーサリーライブを皮切りに全国ツアーを行う。
2013年3月2日の横浜公演を皮切りに、バースデーライブツアーとして全国13か所、12公演のオールリクエストライブを行う。ライブツアー中に通算31枚目のオリジナルアルバムのレコーディングに入り、1979年から1981年までの自作オリジナル楽曲を新たなアレンジの元にセルフカバーした全16曲のアルバム『Singer Song Writer 〜GREEN〜』を5月26日にリリースし、41本の全国ツアーを敢行。
2014年5月25日にデビュー35周年を迎え、32枚目のアルバム『Singer Song Writer 〜BLUE〜』と10年ぶりのDVD『SHOKO SAWADA 2013 Road Movie 〜 GREEN 〜』をリリースし、同日から44本の全国ツアーを敢行。同年12月13日にはデビュー35周年記念として、通算37枚目のシングル『果てなき夢』と同タイトルのミュージックビデオをリリース。
2015年5月16日に、33枚目のアルバム『Singer Song Writer 〜RED PURPLE〜』とDVD『WANDERER 〜唄う旅人』をリリースした。

## メディア出演

### ラジオ
「DJは、ライフワーク」と公言するように、デビュー時から多くのラジオレギュラー番組を担当している。これは、当時の所属事務所「イルカオフィス」社長兼プロデューサーだった神部和夫が、ステージでのMCを生かすための手段として重用したことにもよる。デビュー当時は名古屋を中心としたラジオ番組やメディア出演が多く、中部圏のファン層拡大に寄与した。
1989年10月よりKBS京都にて『はいぱぁナイト』木曜日を担当（1991年9月に一旦降板するが、1993年4月に復帰）。同番組にはシンガソングライター仲間である声優のTARAKOも度々ゲスト出演し、二人で漫才張りのやり取りを展開していた（他にも平松愛理等もゲストに登場）。
その他、1986年4月から1988年3月までレギュラーを務めた NHK-FM『リクエストアワー』をはじめ、数々のラジオ番組でパーソナリティを務め人気を博した。2001年10月6日から山梨放送にて毎週土曜放送された生ワイド番組『沢田聖子のサタデー・ジャンボリー』は、7年6か月続いた長寿番組となる。
2011年3月、全国コミュニティFM局、ミュージックバードで毎週月曜放送の『アフタヌーン・パラダイス〜すべてに、ありがとう。』が終了。
『アフタヌーン・パラダイス』のレギュラー降板後、同番組の月曜日レギュラーパーソナリティーの岸田敏志が舞台出演等により担当不可能の際、ピンチヒッターとして世田谷区のキャロットタワー・オープンスタジオからの公開生放送に登板している。
2012年10月3日より、USTREAMにて柏本圭二郎とのトーク番組『沢田聖子と圭二郎のショートケーキのヨル』が配信スタート。

#### ラジオ番組一覧（現在終了）
- FMリクエストアワー（NHK-FM）[1]
- 沢田聖子の明日は日曜日（文化放送）
- 青春大通り・金曜電リク（文化放送）[1]
- 沢田聖子の青春FOR YOU（文化放送）
- 沢田聖子の気分はNatural（TBSラジオ）[1]
- 沢田聖子のサタデー・ジャンボリー（山梨放送）
- 江崎明のサタデーワイド（CBCラジオ）
- 沢田聖子のさわやかジョッキー（東海ラジオ放送）[1]
- MBSヤングタウン（MBS毎日放送）[1]
- 沢田聖子の青春の光と影（MBS毎日放送）
- はいぱあナイト（KBS京都）
- 合格いっぽん道（ラジオたんぱ）[1]
- 夜はともだち「聖子のニューミュージック情報」コーナー（FM愛知）※ラジオ初レギュラー[19][1]
- 沢田聖子のマインドスケッチ（FM愛知）
- さやかと聖子の二人三脚[20]（FM福岡・広島FM・FM静岡・FM愛知　1983年10月 - 1984年3月）[1]
- トワイライトスケッチ（FM仙台 → エフエム仙台）
- MIDNITE-Kiss お花畑音楽牧場
- スマイルドライブ（エフエム仙台）
- あなたとアフタヌーン〜沢田聖子with your life（エフエム仙台）
- 沢田聖子 もうひとつの週末（Date fm、AIR-G'）
- 沢田聖子 Morning Kiss〜心は元気ですか〜（Kiss-FM KOBE）
- 南こうせつ 大きな空の木の下で（九州7局ネット）
- アフタヌーン・パラダイス〜すべてに、ありがとう。（コミュニティFMミュージックバード）

### テレビ
1970年代から1980年代にかけて、フォーク・ニューミュージック歌手がテレビ出演をしないことが一つの付加価値だった時代、沢田はライブを中心とした音楽活動を続ける傍ら、音楽番組にも数多くゲスト出演している。
1979年11月、初の全国ネットフジテレビ系列『夜のヒットスタジオ』に出演し、『シオン』を歌う。
1998年10月6日〜2000年9月26日、KBS京都テレビにて毎週火曜日22:30-23:00に放送された『うわさの街WA!』では、立原啓裕との共演で初のテレビ番組のレギュラーを務める。
1993年10月3日〜2004年3月28日、TBS系列にて毎週日曜日7:30-8:00に放送された『笑顔がいちばん!』では、初の旅番組レポーターとして4回にわたって出演し、自らの楽曲『青空』『smile』『PRESENT』が番組テーマソングとなる。
- 1997年05月04日　『春だ!祭だ!　皆が集まる出会いの町』（香川県）
- 1998年02月15日　『本当の空　智恵子の愛した町』（福島県）
- 1998年07月12日　『北アルプスの初夏　豊かな水と自然を求めて』（富山県）
- 1999年11月14日　『秋色吉備路　ほのぼの井原線の旅』（岡山県）

2012年8月31日、NHK・BSプレミアム 『J-POP青春の'80』に辛島美登里・水越けいこ・ジューシィ・ハーフ・ZONE (バンド)らと共にゲスト出演し、1982年のヒット曲『卒業』を歌う。
クイズ!脳ベルSHOW（BSフジ）にパネラーとしてゲスト出演。
- 1回目（2020年08月17日・18日）予選敗退[22][23]
- 2回目（2022年07月27日～29日）週間チャンピオン[24]

### 舞台
2004年、親友のTARAKO率いる「劇団WAKU」による舞台『from me to you 〜一期一会〜 』に出演している。「シアターVアカサカ」において2004年3月10日〜15日の全8公演に立ち、全4話で構成されるオムニバス形式の演目に「まい」の役名で、シンガーソングライターを目指す女性役を演じた。また話中では、ギターの弾き語りにより自らの楽曲『星より遠い』を唄っている。公演中に誕生日を迎えた3月13日、演目終了後に舞台にバースデーケーキが登場し、出演者・スタッフ・客席から誕生日を祝ってもらうというサプライズのおまけ付きだった。生涯二度目の女優業は、TARAKOの配慮もあって台詞も少ない役ではあったが、稽古と本業の両立に疲労困憊し、舞台の難しさを実感したためか、これ以降の出演はない。

## ディスコグラフィー

### シングル
| #                                                  | 発売日                   | タイトル                     | B面                                                                                          | 規格                     | 規格品番                 |
| クラウンレコード / PANAM                           | クラウンレコード / PANAM | クラウンレコード / PANAM     | クラウンレコード / PANAM                                                                     | クラウンレコード / PANAM | クラウンレコード / PANAM |
| -------------------------------------------------- | ------------------------ | ---------------------------- | -------------------------------------------------------------------------------------------- | ------------------------ | ------------------------ |
| 1st                                                | 1979年5月25日            | キャンパススケッチ           | 雨よ流して                                                                                   | EP                       | ZP-48                    |
| クラウンレコード / ORPLID                          |                          |                              |                                                                                              |                          |                          |
| 2nd                                                | 1979年10月25日           | シオン                       | 街角のポスト                                                                                 | EP                       | OPL-3                    |
| 3rd                                                | 1980年4月25日            | 坂道の少女                   | 素敵な朝                                                                                     | EP                       | OPL-9                    |
| 4th                                                | 1980年9月25日            | 星空のメッセージ             | 月見草                                                                                       | EP                       | OPL-104                  |
| クラウンレコード / PANAM                           |                          |                              |                                                                                              |                          |                          |
| 5th                                                | 1981年3月25日            | 春                           | 落葉の部屋                                                                                   | EP                       | CWP-7                    |
| 6th                                                | 1981年9月5日             | 雨の日のサンシャイン         | 遠い街に憧れて                                                                               | EP                       | CWP-15                   |
| 7th                                                | 1982年1月25日            | 卒業                         | 涙はつばさに                                                                                 | EP                       | CWP-19                   |
| 8th                                                | 1982年5月25日            | あなたへのバースディ・カード | ひとりぼっちの昼下がり                                                                       | EP                       | CWP-23                   |
| 9th                                                | 1983年3月20日            | ドール・ハウス               | SHOCKING SHOKO 9                                                                             | EP                       | CWP-32                   |
| フィリップス・レコード                             |                          |                              |                                                                                              |                          |                          |
| 10th                                               | 1983年11月21日           | 季節                         | 独りぼっちの終局                                                                             | EP                       | 7PL-142                  |
| 11th                                               | 1984年4月25日            | 都会人                       | 思いちがい                                                                                   | EP                       | 7PL-153                  |
| 12th                                               | 1984年12月1日            | あなたからF.O.               | 色褪せた海                                                                                   | EP                       | 7PL-177                  |
| 13th                                               | 1985年12月1日            | 風色のチャンス               | Non Stop Elevator                                                                            | EP                       | 7PL-207                  |
| 14th                                               | 1986年4月25日            | Natural 〜素直に…今〜        | グッバイ・ロンリネス ポニー・テール                                                          | 12inch                   | 12PL-3                   |
| 15th                                               | 1986年9月25日            | 冷たい言葉で傷つけて         | 黄昏の街                                                                                     | EP                       | 7PL-229                  |
| 東芝EMI / EASTWORLD                                |                          |                              |                                                                                              |                          |                          |
| 16th                                               | 1988年5月25日            | LIFE                         | A DAY                                                                                        | EP                       | RT07-2074                |
| 16th                                               | 1988年5月25日            | LIFE                         | A DAY                                                                                        | 8cmCD                    | XT10-2005                |
| 17th                                               | 1990年6月20日            | 愛を下さい                   | 白い街                                                                                       | 8cmCD                    | TODT-2527                |
| 18th                                               | 1991年10月2日            | 乗り越えて行けるね           | 夜明け                                                                                       | 8cmCD                    | TODT-2749                |
| 19th                                               | 1992年3月4日             | 未来の子供達のために         | LIFE ('90.12.10中野サンプラザ “In My Heart Concert”より)                                     | 8cmCD                    | TODT-2806                |
| キングレコード / クリスタルバード                  |                          |                              |                                                                                              |                          |                          |
| 20th                                               | 1993年10月21日           | すべては君のためだけに       | あなたからF.O. (New Version)                                                                 | 8cmCD                    | KIDS-156                 |
| キングレコード / クリスタルバード スターチャイルド |                          |                              |                                                                                              |                          |                          |
| 21st                                               | 1994年2月5日             | 笑顔が好きだから             | 夢を忘れない                                                                                 | 8cmCD                    | KIDA-78                  |
| キングレコード / クリスタルバード KMW              |                          |                              |                                                                                              |                          |                          |
| 22nd                                               | 1994年6月22日            | 優しい風                     | 本当にサヨナラ                                                                               | 8cmCD                    | KIDS-78                  |
| 23rd                                               | 1995年4月21日            | 風になりたい                 | せつなさを抱きしめて                                                                         | 8cmCD                    | KIDS-228                 |
| 24th                                               | 1996年11月21日           | 青空                         | 10円玉見つけた                                                                               | 8cmCD                    | KIDS-315                 |
| 日本クラウン / PANAM                               |                          |                              |                                                                                              |                          |                          |
| 25th                                               | 1997年5月21日            | smile                        | 強く!明るく!前向きに!!                                                                       | 8cmCD                    | CRDP-160                 |
| 26th                                               | 1998年1月21日            | Respect                      | どんな時でも あなたを想ってる                                                                | 8cmCD                    | CRDP-176                 |
| 27th                                               | 1998年6月24日            | PRESENT                      | 祈り                                                                                         | 8cmCD                    | CRDP-187                 |
| 28th                                               | 1999年5月26日            | 風を感じて                   | ガンバレ!                                                                                    | 8cmCD                    | CRDP-211                 |
| 日本クラウン                                       |                          |                              |                                                                                              |                          |                          |
| 29th                                               | 2000年11月22日           | 一緒に暮らそー!/二人の明日   |                                                                                              | Maxi                     | CRCP-52                  |
| 30th                                               | 2002年7月24日            | 大好きな街〜富良野〜         | 大好きな街〜富良野〜 (Acoustic Version)                                                      | Maxi                     | CRCP-95                  |
| ネオプレックス                                     |                          |                              |                                                                                              |                          |                          |
| 31st                                               | 2003年2月19日            | ナンクルナイサ               | 星より遠い                                                                                   | Maxi                     | SMCCD-1005               |
| 日本クラウン                                       |                          |                              |                                                                                              |                          |                          |
| 32nd                                               | 2003年6月25日            | ナンクルナイサ               | おやすみララバイ                                                                             | Maxi                     | CRCP-519                 |
| 33rd                                               | 2004年5月21日            | 雨ノチ晴レ。                 | Be myself シオン-2004 Version-                                                               | Maxi                     | CRCP-537                 |
| SAINT RECORDS                                      |                          |                              |                                                                                              |                          |                          |
| 34th                                               | 2014年12月13日           | 果てなき夢/You&I〜友愛       |                                                                                              | Maxi                     | VEGA-0005                |
| 35th                                               | 2015年6月24日            | 親愛なる人へ/息子からの伝言  |                                                                                              | Maxi                     | VEGA-0007                |
| ミュージックグリッド                               |                          |                              |                                                                                              |                          |                          |
| 36th                                               | 2014年12月13日           | 果てなき夢/今日に乾杯!       |                                                                                              | MEG-CD                   | MSCL-13271               |
| 37th                                               | 2019年7月1日             | 僕は泣いてる                 | まっすぐに…愛 (LIVE Ver.) 僕は泣いてる (DVD「2856〜もうひとつのYELLOW〜」収録 弾き語り Ver.) | MEG-CD                   | MSCL-13718               |
| 38th                                               | 2019年7月1日             | 遠くで                       | パセリ (LIVE Ver.) 遠くで (DVD「2856〜もうひとつのYELLOW〜」収録 弾き語り Ver.)              | MEG-CD                   | MSCL-13718               |

### 参加楽曲
| 発売日        | 商品名   | 歌 | 楽曲             | 備考                                                    |
| ------------- | -------- | --- | ---------------- | ------------------------------------------------------- |
| 2000年3月20日 | at Home  | Voice of DREAM 2000（鈴木康博、小比類巻かほる、山本達彦、沢田聖子、五十嵐浩晃、椎名恵、池田聡、山崎ハコ、三浦和人、庄野真代、細坪基佳） | 「at Home」      | TBS系愛の劇場『あっとほーむ』主題歌                     |
| 2001年6月21日 | 旧友再会 | イルカ、山田パンダ、沢田聖子、うつみ宮土理                                                                                              | 「旧友再会」     | MBS-TBS系『すてきな出逢い いい朝8時』エンディングテーマ |
| 2001年6月21日 | 旧友再会 | イルカ、山田パンダ、沢田聖子、うつみ宮土理                                                                                              | 「ミモザの下で」 |                                                         |

### アルバム

#### オリジナルアルバム
|                                   | 発売日                    | タイトル                     | 規格                      | 規格品番                  |
| クラウンレコード / ORPLID         | クラウンレコード / ORPLID | クラウンレコード / ORPLID    | クラウンレコード / ORPLID | クラウンレコード / ORPLID |
| --------------------------------- | ------------------------- | ---------------------------- | ------------------------- | ------------------------- |
| 1st                               | 1980年4月25日             | 坂道の少女                   | LP                        | OPL-1008                  |
| 1st                               | 2013年8月28日             | 坂道の少女+5                 | CD                        | CRC-1731                  |
| クラウンレコード / PANAM          |                           |                              |                           |                           |
| 2nd                               | 1981年4月25日             | 青春の光と影                 | LP                        | OPL-1008                  |
| 2nd                               | 2013年8月28日             | 青春の光と影+4               | CD                        | CRC-1732                  |
| 3rd                               | 1982年3月20日             | 卒業                         | LP                        | GWP-1018                  |
| 3rd                               | 2013年8月28日             | 卒業+5                       | CD                        | CRC-1734                  |
| 4th                               | 1983年3月20日             | 流れる季節の中で             | LP                        | GWP-1023                  |
| 4th                               | 2013年8月28日             | 流れる季節の中で+1           | CD                        | CRC-1735                  |
| フィリップス・レコード            |                           |                              |                           |                           |
| 5th                               | 1983年11月21日            | ターニング・ポイント         | LP                        | 28PL-69                   |
| 5th                               | 1984年                    | ターニング・ポイント         | CD                        | 35LD-7                    |
| 6th                               | 1984年5月21日             | 風の予感                     | LP                        | 28PL-77                   |
| 6th                               | 1984年5月21日             | 風の予感                     | CD                        | 32LD-19                   |
| 7th                               | 1985年2月21日             | Potential                    | LP                        | 28PL-93                   |
| 7th                               | 1985年2月21日             | Potential                    | CD                        | 32LD-26                   |
| 8th                               | 1985年12月1日             | 夢のかたち                   | LP                        | 28PL-110                  |
| 8th                               | 1985年12月1日             | 夢のかたち                   | CD                        | 32LD-61                   |
| 9th                               | 1986年9月5日              | TOO TOO                      | LP                        | 28PL-124                  |
| 9th                               | 1986年9月5日              | TOO TOO                      | CD                        | 32LD-79                   |
| 東芝EMI / EASTWORLD               |                           |                              |                           |                           |
| 10th                              | 1988年6月5日              | LIFE                         | LP                        | RT28-5176                 |
| 10th                              | 1988年6月5日              | LIFE                         | CD                        | CT32-5176                 |
| 11th                              | 1989年5月10日             | SOUVENIR                     | LP                        | RT28-5446                 |
| 11th                              | 1989年5月10日             | SOUVENIR                     | CD                        | CT32-5446                 |
| 12th                              | 1990年6月20日             | See You Again                | CD                        | TOCT-5694                 |
| 13th                              | 1991年6月7日              | Acoustic Summer              | CD                        | TOCT-6156                 |
| キングレコード / クリスタルバード |                           |                              |                           |                           |
| 14th                              | 1993年11月26日            | 海からの贈り物〜Le Dauphin〜 | CD                        | KICS-364                  |
| 15th                              | 1995年2月22日             | Folk Songs                   | CD                        | KICS-468                  |
| 日本クラウン / PANAM              |                           |                              |                           |                           |
| 16th                              | 1997年12月17日            | Acoustic Love Ballads        | CD                        | CRCP-20165                |
| 17th                              | 2001年5月23日             | 祈り                         | CD                        | CRCP-20271                |
| 日本クラウン                      |                           |                              |                           |                           |
| 18th                              | 2003年10月22日            | 心は元気ですか               | CD                        | CRCP-20334                |
| SAINT RECORDS                     |                           |                              |                           |                           |
| 19th                              | 2007年4月25日             | すべてに、ありがとう。       | CD+DVD                    | SMC-1008                  |
| 20th                              | 2008年9月20日             | Peaceful Memories            | CD                        | SMC-1010/1                |
| 21st                              | 2010年9月11日             | 宝物                         | CD                        | VEGA-0001                 |
| 22nd                              | 2012年2月27日             | LOVE & SMILE                 | CD                        | VEGA-0002                 |
| 23rd                              | 2017年8月31日             | CARAVAN                      | CD                        | VEGA-0012                 |

#### ミニアルバム
|                        | 発売日                 | タイトル               | 規格                   | 規格品番               |
| フィリップス・レコード | フィリップス・レコード | フィリップス・レコード | フィリップス・レコード | フィリップス・レコード |
| ---------------------- | ---------------------- | ---------------------- | ---------------------- | ---------------------- |
| 1st                    | 1984年7月25日          | INGENUE                | LP                     | 20PL-42                |

#### ライブ・アルバム
|                                   | 発売日                   | タイトル                           | 規格                     | 規格品番                 |
| クラウンレコード / PANAM          | クラウンレコード / PANAM | クラウンレコード / PANAM           | クラウンレコード / PANAM | クラウンレコード / PANAM |
| --------------------------------- | ------------------------ | ---------------------------------- | ------------------------ | ------------------------ |
| 1st                               | 1981年12月5日            | SHOKO LIVE                         | LP                       | GWP-1014                 |
| 1st                               | 2013年8月28日            | SHOKO LIVE+2                       | CD                       | CRC-1733                 |
| フィリップス・レコード            |                          |                                    |                          |                          |
| 2nd                               | 1987年5月15日            | INNOVATION                         | LP                       | 20PL-57/8                |
| 2nd                               | 1987年5月15日            | INNOVATION                         | CD                       | 25LD-100                 |
| キングレコード / クリスタルバード |                          |                                    |                          |                          |
| 3rd                               | 1994年2月23日            | Anniversary〜In My Heart Concert〜 | CD                       | KICS-411                 |
| SAINT RECORDS                     |                          |                                    |                          |                          |
| 4th                               | 2016年3月2日             | LIVE! 2015                         | CD                       | VEGA-0009/11             |

#### セルフカバーアルバム
|               | 発売日        | タイトル                          | 規格          | 規格品番      |
| SAINT RECORDS | SAINT RECORDS | SAINT RECORDS                     | SAINT RECORDS | SAINT RECORDS |
| ------------- | ------------- | --------------------------------- | ------------- | ------------- |
| 1st           | 2013年5月26日 | Singer Song Writer 〜GREEN〜      | CD            | VEGA-0003     |
| 2nd           | 2014年5月25日 | Singer Song Writer 〜BLUE〜       | CD            | VEGA-0004     |
| 3rd           | 2015年5月16日 | Singer Song Writer 〜RED PURPLE〜 | CD            | VEGA-0006     |

#### インストゥルメンタルアルバム
|               | 発売日         | タイトル                           | 規格          | 規格品番      |
| SAINT RECORDS | SAINT RECORDS  | SAINT RECORDS                      | SAINT RECORDS | SAINT RECORDS |
| ------------- | -------------- | ---------------------------------- | ------------- | ------------- |
| 1st           | 2015年12月12日 | Reposeair〜ルポゼール              | CD            | VEGA-0008     |
| 2nd           | 2019年3月1日   | ルポゼールReposeairII〜ルポゼール2 | CD            | VEGA-0014     |

#### ベスト・アルバム
| 発売日                   | タイトル                                | 規格                     | 規格品番                 |                          |                          |
| クラウンレコード / PANAM | クラウンレコード / PANAM                | クラウンレコード / PANAM | クラウンレコード / PANAM | クラウンレコード / PANAM | クラウンレコード / PANAM |
| ------------------------ | --------------------------------------- | ------------------------ | ------------------------ | ------------------------ | ------------------------ |
| 1982年9月10日            | 少女期                                  | LP                       | GWX-139                  |                          |                          |
| 1984年3月20日            | 1979-1983 BEST SELECTION                | LP                       | CWX-157/8                |                          |                          |
| 1984年3月20日            | 1979-1983 BEST SELECTION                | CD                       | 035CD-C2003              |                          |                          |
| 1986年9月5日             | 沢田聖子 オリジナル                     | CD                       | ZL-63                    |                          |                          |
| 1987年3月1日             | 沢田聖子ベスト16 1979〜1983             | CD                       | ZL-77                    |                          |                          |
| 1987年12月16日           | 沢田聖子 17SONGS PartI                  | CD                       | ZL-97                    |                          |                          |
| 1987年12月16日           | 沢田聖子 17SONGS PartII                 | CD                       | ZL-98                    |                          |                          |
| 1988年10月21日           | 沢田聖子全曲集 キャンパススケッチ・卒業 | CD                       | ZL-115                   |                          |                          |
| 1989年10月5日            | 沢田聖子 ベスト                         | CD                       | ZL-5006                  |                          |                          |
| フィリップス・レコード   |                                         |                          |                          |                          |                          |
| 1985年8月21日            | FOR YOU                                 | LP                       | 30PL-2                   |                          |                          |
| 1985年8月21日            | FOR YOU                                 | CD                       | 32LD-51                  |                          |                          |
| 1987年11月15日           | 行きくれて…行きついて                   | CD                       | 32LD-114                 |                          |                          |
| 1988年8月15日            | 沢田聖子 THE BEST                       | CD                       | PLD-8013                 |                          |                          |
| 1993年5月26日            | 沢田聖子 NEW BEST                       | CD                       | PHCL-2023                |                          |                          |
| 日本クラウン / PANAM     |                                         |                          |                          |                          |                          |
| 1992年7月23日            | 沢田聖子 ベスト15                       | CD                       | CRCP-28056               |                          |                          |
| 1993年6月21日            | 沢田聖子 シングル・コレクション         | CD                       | CRCP-28082               |                          |                          |
| 1998年8月26日            | History                                 | CD                       | CRCP-20194/5             |                          |                          |
| 2003年5月1日             | 沢田聖子 セレクション                   | CD                       | CRCP-20324               |                          |                          |
| 2004年10月21日           | HistoryII                               | CD+DVD                   | CRCP-20362               |                          |                          |
| 2015年6月3日             | アーリーデイズ・ベスト                  | CD                       | CRCP-20521               |                          |                          |
| 東芝EMI / EASTWORLD      |                                         |                          |                          |                          |                          |
| 1992年9月30日            | 沢田聖子 ベスト・ナウ                   | CD                       | TOCT-9073                |                          |                          |
| キングレコード           |                                         |                          |                          |                          |                          |
| 1999年11月26日           | 沢田聖子 COLLECTION                     | CD                       | KICX-7078                |                          |                          |
| 2010年7月7日             | 沢田聖子 パーフェクトベスト             | CD                       | KICS-1577                |                          |                          |
| キティMME                |                                         |                          |                          |                          |                          |
| 2001年12月19日           | スーパーバリュー 沢田聖子               | CD                       | UMCK-8512                |                          |                          |

#### 企画盤・オムニバス等
- 青春エピローグ Live.Ver　（1987年5月15日）（INNOVATION 特典レコード）
- CDで楽しむピーターラビットとなかまたち第2集　（1990年6月27日）東芝EMI
- 蛍の里　（1992年）（新潟県大島村イメージソング）
- SHOKO SAWADA STORY　（1993年9月20日）キングレコード（ピアノ・インストゥルメンタル）
- In My Heart （15th Anniversary Instrumental memorial Version）（1994年10月）SMC
- はたらきものの下水道　（1994年）社団法人日本下水道協会
- せつなさを抱きしめて（未発表Ver.）／明日を変えたい（未発表Ver.）　（1995年）キングレコード（イベント、アルバム特典）
- 竹の道　（1996年）真備町イメージソング（岡山県真備町文化スポーツ振興財団）詞:伊藤アキラ、曲:小林亜星
- SHOKO SAWADA STORY II　（1999年）SMC（ギター・インストゥルメンタル）
- ナンクルナイサ（メッセージ入り）（2003年6月25日）クラウンレコード
- SHOKO SAWADA STORY III　（2004年）SMC（オルゴール・インストゥルメンタル）
- nonohana　（2004年6月23日）クラウンレコード（あんべ光俊プロデュース オムニバスアルバム）
- 青春の光と影 Live Ver.　（2007年4月25日）高良レコード店 特典CD
- バクの夢 Live Ver.　（2007年4月25日）LiMB 特典CD
- さよなら貴方 Live Ver.　（2007年4月25日）玉光堂 特典CD
- 独りぼっちの終局（カタストロフィー） Live Ver.　（2007年4月25）石丸電気 特典CD
- シオン Live Ver.　（2007年4月25日）石丸電気 特典CD
- 振りむけば いつも あなたがいた Live Ver.　（2007年4月25日）新星堂 特典CD
- LIFE+SOUVENIR　（2013年12月11日）ユニバーサルミュージック

#### 映像作品
- Potential　（1985年4月1日）日本フォノグラム
- Acoustic 〜In My Heart Concert〜　（1991年4月21日）東芝EMI
- Anniversary 〜In My Heart Concert〜　（1994年3月24日）キングレコード
- In My Heart Concert 〜心は元気ですか　（2004年5月21日）日本クラウン
- SHOKO SAWADA 2013 Road Movie 〜 GREEN 〜　（2014年5月25日）SAINT
- 果てなき夢　（2014年12月13日）SAINT
- WANDERER〜唄う旅人　（2015年5月16日）SAINT
- 赤と紫　（2016年5月21日) SAINT
- 一期一笑　（2017年5月15日) SAINT
- 2856 〜もうひとつのYELLOW〜　(2018年10月13日) SAINT
- After Potential　(2021年12月11日) SAINT

### タイアップ
| 曲名                   | タイアップ                                                                   | 収録作品                               |
| ---------------------- | ---------------------------------------------------------------------------- | -------------------------------------- |
| 乗り越えて行けるね     | 八芳園 CMソング                                                              | シングル「乗り越えて行けるね」         |
| 未来の子供達のために   | MBS全国ネットドラマ『命みじかくIII』主題歌                                   | シングル「未来の子供達のために」       |
| すべては君のためだけに | NECパソコンCFイメージ・ソング                                                | シングル「未来の子供達のために」       |
| 笑顔が好きだから       | テレビ東京系アニメ『赤ずきんチャチャ』エンディングテーマ                     | シングル「笑顔が好きだから」           |
| 優しい風               | CBC-TBS系ドラマ『泣かないでママ』主題歌                                      | シングル「優しい風」                   |
| 本当にサヨナラ         | 日本新都市開発 CMソング                                                      | シングル「風になりたい」               |
| 青空                   | TBS系TV『笑顔がいちばん!』テーマ曲                                           | シングル「青空」                       |
| smile                  | TBS系TV『笑顔がいちばん!』テーマソング                                       | シングル「smile」                      |
| PRESENT                | TBS系TV全国ネット『笑顔がいちばん!』テーマソング                             | シングル「PRESENT」                    |
| 風を感じて             | TBS系TV全国ネット『笑顔がいちばん!』テーマ・ソング                           | シングル「風を感じて」                 |
| ガンバレ!              | MBS-TBS系TV全国ネット『すてきな出逢い いい朝8時』エンディングテーマ          | シングル「風を感じて」                 |
| 一緒に暮らそー!        | 松下電工 CMソング                                                            | シングル「一緒に暮らそー!/二人の明日」 |
| 大好きな街〜富良野〜   | 富良野イメージソング                                                         | シングル「大好きな街〜富良野〜」       |
| 雨ノチ晴レ。           | 関西テレビ・フジテレビ系『グータン〜自分探しバラエティ〜』エンディングテーマ | シングル「雨ノチ晴レ。」               |

### 書籍・写真集
- 少女期　（1982年11月5日） ワニブックス
- Potential　（1985年4月1日） 実業之日本社
- TAPESTRY　（2004年5月25日） SMC

### その他
- MEG-CD -　株式会社ミュージックグリッドのオンデマンドCD製造・販売システムによる過去のアルバム・シングルの復刻版。
  - 2016年3月にMEG-CDからの沢田の作品の発売が30作を突破し、その記念としてサークルKサンクスとのイベント企画が実施される。アルバム・シングル注文を対象に、シークレットライブ、秘蔵フォトのプレゼント、オフィシャルグッズの受注販売を実施。企画期間中、全国のサークルKサンクス店舗内に販促用企画チラシ、ポスターが設置され、店内で沢田本人による宣伝放送が流れる。期間中の受注数は5,000枚を超え、同社が扱うアーティストとしては破格の売り上げ枚数を記録した。特に沢田のアルバムで唯一CD化されていなかった9枚目のオリジナルアルバム『INGENUE』の注文が殺到し、MEG-CDを扱うレコード店舗でも3か月に亘ってヒットチャートNo,1を記録。2016年6月に開催されるシークレットライブの応募総数は、当選50名に対して2,628通の応募があった。
  - 2016年7月に、クラウンレコード及び日本フォノグラムレコード所属時代のシングル作品15タイトルが新たに発売された。この15タイトルの発売にあたり、サークルKサンクスの「夏の運だめし!ラッキーシングルキャンペーン」と銘打ったキャンペーンを開催し、7月16日から3日間の沢田自身の声による店内放送が流れた。キャンペーン期間中の注文数は1,258枚を記録した。
  - サークルKサンクスの店内設置のマルチコピー機のオリジナルコンテンツ・プリントサービスによる沢田のオリジナルカレンダーのプリントサービスが2016年6月27日から始まり、毎月3種類の発売が実施される。
- 君色思い - 『赤ずきんチャチャ』のビデオソフト用オープニングテーマ。
  - 放送で使用されたオリジナル版を歌っているSMAPの所属会社（ビクターエンタテインメント）とビデオソフトの発売メーカー（キングレコード）が異なる等の事情から、原盤権を有するジャニーズ事務所が許可しなかったため、SMAPのバージョンのまま収録出来なかったことによるものである。オープニング用のショート・ヴァージョン（いわゆるビデオサイズ・ヴァージョン）のみが存在し、サウンドトラックアルバム『赤ずきんチャチャ 聖（セント）まじかるレビュー Vol.4 お昼のバナナアワー』にて初CD化。沢田聖子のアルバムに収録されたのは、2010年7月7日キングレコードから発売された『沢田聖子 パーフェクトベスト』が初である。
- 親愛なる人へ - 故・村下孝蔵へのレクイエムとして、2001年のオリジナルアルバム『祈り』に収録された自作曲。
  - 2009年の独立後、収録アルバムが自らの管理するCDではないために販売することが出来ず、CD音源として聴取することが困難な楽曲であったが、ファンの熱望の声に応える形で2015年6月24日にセルフカバーとしてシングルリリースした。
  - あぃまぃみぃ!ストロベリー・エッグのOP「Dearest」として沢田自らの手でリメイクされた。
- CD未音源化の曲 - レコード時代に発表された作品の中で、非公式ベスト盤を含めてCD音源化されていない楽曲が6曲あった。特に1984年発表のオリジナルアルバム『INGENUE』は、ジャケットやレーベルのイラストの版権問題（倒産したとされる文具メーカーのユーカリ社[33]）から、オリジナルアルバムの中で唯一CD化されていないアルバムであった。同アルバムの収録曲『あなたからF.O.』は後にベスト盤等でCD音源化されているが、同年12月にシングルカットされた際の音源で、アルバム収録時のオリジナル音源はレコードのみで聴取可能となっていた。2016年3月、MEG-CDによる復刻でアルバム『INGENUE』がCD音源化され（著作権法第67条第1項でクリア[34]）、シングルのB面3曲を残してCD音源による聴取が可能となり、同年7月のシングル15タイトルの復刻発売により、過去の作品すべてがCD音源となる。
  - アンジェーヌのテーマ （1984年7月25日） アルバム『INGENUE』 収録曲　（2016年3月CD音源化）
  - アデュー （1984年7月25日） アルバム『INGENUE』 収録曲　（2016年3月CD音源化）
  - 今夜の靴は踏みはずして （1984年7月25日） アルバム『INGENUE』 収録曲　（2016年3月CD音源化）
  - Non Stop Elevator （1985年12月1日) シングル『風色のチャンス』 c/w曲　（2016年7月CD音源化）
  - グッバイ・ロンリネス （1986年4月25日） シングル『Natural』 c/w曲　(2016年7月CD音源化）
  - ポニー・テール （1986年4月25日） シングル『Natural』 c/w曲　（2016年7月CD音源化）
  - 14枚目の12インチシングル『Natural』は、後にアルバム収録された際にリミックスされ、またエンディングのリフレインが異なっているため、レコードのオリジナル音源としては初のCD化となっている。
- Singer Song Writer シリーズ

## コンサートツアー
デビュー当時からイルカのコンサートの前座等で大ホールのステージに立っていた沢田は、自身のツアーコンサートでも全国有数のコンサートホールに立ち、チケットは即日完売が常で、全国の会場の客席を埋め尽くした。90年代に入り人気も落ち着き、集客力の低下や本人のアコースティックサウンドへの傾倒も相まって、小規模ホールやライブハウスのステージに立つ機会が増え始める。年間約60本に及ぶライブ回数、1公演に約3時間をかける沢田のステージへの熱い想いは、デビュー時の「一人でも私の歌を聴きたい人の所へ行き唄いたい」という夢に支えられ、全国を駆け巡るライブアーティストとしてのスタイルの根幹となっている。

### 主なツアータイトル
- さわやかコンサート
  - 初のソロコンサートのツアータイトル。1980年から82年までの期間、「さわやかコンサートVol,1〜4」として使われた。
- 沢田聖子全国縦断リサイタルツアー
  - 各都市の大ホールでコンサートが開催されるようになった1982年から使われたツアータイトル。
- In My Heart Concert　Tour
  - SMC(ショウコ・ミュージック・カンパニー)所属時代に、ほぼ全てのツアータイトルとして使われ、サブタイトルとしてニューアルバムのタイトルや年度等を組み合わせた。タイトルの『In My Herat』は楽曲としてのタイトル、ファンクラブの名称としても使用された。
- 沢田聖子ベストセレクション弾き語りLIVE 〜あの頃を想い出してスペシャル 〜
  - 1998年8月に期間限定楽曲弾き語りライブとして各時代に所属したレコード会社の楽曲から唄い、初回のみファンクラブ会員限定のライブとして開催し、好評を得たために全3回にまで及んだ限定ライブ。
- ♪今世紀最後の弾き語りコンサート♪ 〜Super Best Selection 〜
  - 2001年の12月に東京・大阪・名古屋で開催され、21曲のピアノ弾き語りメドレーを含め、全32曲に及んだコンサート。
- ピアノ弾き語りコンサート2002 〜Best Selection〜
  - 2002年の12月に東京・大阪・名古屋で開催され、ファンクラブ会員から事前にリクエストを募り、上位の楽曲を唄うという初の試みとなったステージ。後のオールリクエストライブの原点となっている。
- In My Heart Concert　Tour 〜25th Anniversary 弾き語りコンサート〜
  - 2004年の秋に開催され、バックサポートなしの弾き語りコンサートツアー。
- Acouatic Party
  - SMC主催、沢田聖子プロデュースのジョイントライブ。毎年の年末に、クラブチッタ川崎で開催された。
- 富良野チャペルコンサート
  - 新富良野プリンスホテルのウェディングチャペルで、冬に行われたSMC主催のコンサート。
- THE 4/9 Acoustic Live
  - 2005年に佐田玲子と結成したフォークユニットによるツアーライブ。
- はじめの一歩TOUR
  - 2009年の独立後の初ツアーライブとして、全国5か所で開催。
- 続☆はじめの一歩TOUR
  - はじめの一歩ツアーで開催されなかった地方都市7か所で開催されたツアーライブ。
- Live Tour 2010-2011〜幸せを探そう〜
  - 2010年9月にリリースされた独立後の初のオリジナルアルバム『宝物』を引っ提げての全国ツアー。
- Live Tour 2012 〜 LOVE & SMILE 〜
  - 2012年5月リリースのアルバム『LOVE & SMILE』を引っ提げての全国ツアー。
- 2013 全国ツアー☆Singer Song Writer〜GREEN〜
  - 2013年5月リリースのアルバム『Singer Song Writer 〜GREEN〜』を引っ提げての全国ツアー。
- 35th Anniversary Tour 〜 Singer Song Writer BLUE 〜
  - 2014年5月リリースのアルバム『Singer Song Writer 〜BLUE〜』を引っ提げての全国ツアー。
- 2015 Singer Song Writer 〜 RED PURPLE Tour 〜
  - 2015年5月リリースのアルバム『Singer Song Writer 〜RED PURPLE〜』を引っ提げての全国ツアー。
- 沢田聖子 LIVE TOUR 〜 一期一笑 〜
  - 2016年5月リリースのDVD『赤と紫』を引っ提げての全国ツアー。
- Summer Special 浴衣 de LIVE
  - 千葉県柏市のライブハウスから始まり、沢田が浴衣を着てステージに立つ。毎年の夏の恒例のライブとして定着している。
- バースデー・オールリクエスト・ライブ
  - 2010年3月13日から始まった沢田の誕生月の3月限定のライブ。来場した全ての観客から沢田の楽曲のリクエストをその場で募り、1曲目から最後の曲まで、リクエストの中から選択して唄うというオールリクエスト形式のライブ。リクエスト形式のライブのため、毎回唄う楽曲、曲数が異なり、公演時間も長引くことが多い。これまでの最長時間、最多曲数は、2015年の名古屋での4時間5分、全37曲。現在では、毎年全国10か所ほどで開催し、ツアーライブとして定着している。
- Forever Live 〜 親愛なる人へ 〜 村下孝蔵追悼ライヴ
  - 村下孝蔵の命日6月24日に、東京吉祥寺のライブハウスで毎年開催されるライブ。村下孝蔵の楽曲を沢田が弾き語りで唄うステージで、自身の楽曲は『親愛なる人へ』の1曲のみが唄われる。当初は東京のみの開催であったが、2013年からは全国5か所程度で開催している。アーティストとして活動を続ける限り毎年必ず開催する、と沢田自身が明言している。